# Haapasaari (ö i Laukas, Haapala)
Haapasaari är en liten ö i Finland. Den ligger i sjön Haapajärvi och i kommunen Laukas i den ekonomiska regionen  Jyväskylä ekonomiska region  och landskapet Mellersta Finland, i den centrala delen av landet, 260 km norr om huvudstaden Helsingfors. Öns area är 1 hektar och dess största längd är 160 meter i öst-västlig riktning.